# Trimulyo (Juwana)
Trimulyo is een bestuurslaag in het regentschap Pati van de provincie Midden-Java, Indonesië. Trimulyo telt 4293 inwoners (volkstelling 2010).